# Saut à ski masculin sur tremplin normal aux Jeux olympiques de 2022
Pour des articles plus généraux, voir Saut à ski aux Jeux olympiques de 2022 et Jeux olympiques d'hiver de 2022.
Navigation
Pyeongchang 2018 Milan-Cortina 2026
L'épreuve masculine de saut à ski aux Jeux olympiques de 2022 sur le tremplin normal se déroule du 5 au 6 février 2022 au Ruyi des neiges.

## Organisation

### Site
.

### Calendrier
Les qualifications ont lieu le samedi 5 février à partir de 14h20 heure locale (UTC+8). La finale se tient quant à elle le dimanche 6 février à partir de 19h00.
| Date           | Manche         | Horaire | Horaire |
| -------------- | -------------- | ------- | ------- |
| 5 février 2022 | Qualifications | 14:20   |         |
| 6 février 2022 | Finale         | 19:00   |         |

### Format de l'épreuve
L'épreuve commence par une session de qualification au cours de laquelle chaque sauteur effectue un unique saut qui se voit attribuer une note ainsi que des points pour la longueur atteinte. À l'issue des qualifications, les cinquante meilleurs sont qualifiés pour la finale. Lors de celle-ci, un premier saut entre les cinquante qualifiés est organisé et donne lieu à l'établissement d'un classement provisoire qui détermine les trente meilleurs qui ont droit à un second saut qui viendra s'additionner avec le premier.

## Médaillés
| Or                      | Argent                    | Bronze                  |
| Ryōyū Kobayashi (Japon) | Manuel Fettner (Autriche) | Dawid Kubacki (Pologne) |

## Résultats

### Qualifications
Le tableau ci-dessous montre les résultats des qualifications avec le nom des participants, leur numéro de dossard, leur pays, leur classement, la longueur de leurs sauts, les points qu'ils ont obtenu ainsi que la note qui leur a été attribué.
- Qualifié pour la finale

| Rang | Dossard | Athlète               | Nationalité | Distance (mètres) | Points de longueur | Points des juges | Total | Notes |
| ---- | ------- | --------------------- | ----------- | ----------------- | ------------------ | ---------------- | ----- | ----- |
| 1    | 50      | Marius Lindvik        | Norvège     | 100,5             | 71,0               | 54,5             | 116,7 | Q     |
| 2    | 43      | Robert Johansson      | Norvège     | 103,0             | 76,0               | 56,0             | 116,6 | Q     |
| 3    | 34      | Piotr Żyła            | Pologne     | 102,5             | 75,0               | 55,5             | 112,1 | Q     |
| 4    | 52      | Ryōyū Kobayashi       | Japon       | 99,0              | 68,0               | 54,0             | 111,4 | Q     |
| 5    | 46      | Stefan Kraft          | Autriche    | 100,0             | 70,0               | 55,5             | 108,5 | Q     |
| 6    | 37      | Manuel Fettner        | Autriche    | 102,0             | 74,0               | 54,0             | 107,5 | Q     |
| 7    | 32      | Gregor Deschwanden    | Suisse      | 96,5              | 63,0               | 52,5             | 106,4 | Q     |
| 8    | 21      | Antti Aalto           | Finlande    | 98,5              | 67,0               | 53,5             | 105,0 | Q     |
| 9    | 53      | Karl Geiger           | Allemagne   | 97,5              | 65,0               | 54,0             | 103,9 | Q     |
| 10   | 41      | Yukiya Satō           | Japon       | 100,0             | 70,0               | 53,5             | 103,6 | Q     |
| 11   | 39      | Stephan Leyhe         | Allemagne   | 95,5              | 61,0               | 52,0             | 101,6 | Q     |
| 12   | 27      | Simon Ammann          | Suisse      | 96,0              | 62,0               | 48,5             | 100,4 | Q     |
| 13   | 26      | Vladimir Zografski    | Bulgarie    | 97,5              | 65,0               | 52,5             | 99,7  | Q     |
| 14   | 30      | Evgeniy Klimov        | ROC         | 95,5              | 61,0               | 52,5             | 99,5  | Q     |
| 15   | 49      | Anže Lanišek          | Slovénie    | 94,0              | 58,0               | 52,5             | 98,5  | Q     |
| 16   | 28      | Dawid Kubacki         | Pologne     | 94,0              | 58,0               | 52,0             | 98,3  | Q     |
| 17   | 22      | Mackenzie Boyd-Clowes | Canada      | 94,5              | 59,0               | 51,5             | 97,1  | Q     |
| 18   | 29      | Danil Sadreev         | ROC         | 92,5              | 55,0               | 49,0             | 97,0  | Q     |
| 19   | 17      | Roman Koudelka        | Tchéquie    | 93,5              | 57,0               | 52,5             | 93,4  | Q     |
| 20   | 44      | Killian Peier         | Suisse      | 93,0              | 56,0               | 52,0             | 92,8  | Q     |
| 21   | 18      | Giovanni Bresadola    | Italie      | 94,0              | 58,0               | 52,0             | 91,8  | Q     |
| 22   | 7       | Čestmír Kožíšek       | Tchéquie    | 93,0              | 56,0               | 51,5             | 91,4  | Q     |
| 23   | 45      | Daniel Huber          | Autriche    | 90,0              | 50,0               | 51,0             | 90,8  | Q     |
| 23   | 48      | Markus Eisenbichler   | Allemagne   | 91,0              | 52,0               | 51,0             | 90,8  | Q     |
| 25   | 24      | Dominik Peter         | Suisse      | 91,5              | 53,0               | 51,0             | 88,9  | Q     |
| 26   | 31      | Junshirō Kobayashi    | Japon       | 93,0              | 56,0               | 51,0             | 88,2  | Q     |
| 27   | 16      | Stefan Hula           | Pologne     | 90,5              | 51,0               | 51,0             | 87,9  | Q     |
| 28   | 51      | Halvor Egner Granerud | Norvège     | 90,0              | 50,0               | 50,5             | 87,4  | Q     |
| 29   | 33      | Naoki Nakamura        | Japon       | 88,5              | 47,0               | 50,0             | 87,0  | Q     |
| 30   | 42      | Timi Zajc             | Slovénie    | 88,0              | 46,0               | 51,0             | 84,3  | Q     |
| 31   | 19      | Mikhail Nazarov       | ROC         | 86,5              | 43,0               | 47,0             | 81,4  | Q     |
| 32   | 3       | Kevin Maltsev         | Estonie     | 89,5              | 49,0               | 49,5             | 80,2  | Q     |
| 33   | 25      | Roman Trofimov        | ROC         | 86,0              | 42,0               | 49,5             | 80,0  | Q     |
| 33   | 23      | Artti Aigro           | Estonie     | 86,0              | 42,0               | 49,5             | 80,0  | Q     |
| 35   | 40      | Lovro Kos             | Slovénie    | 87,0              | 44,0               | 49,5             | 79,0  | Q     |
| 36   | 35      | Kamil Stoch           | Pologne     | 83,5              | 37,0               | 49,5             | 78,7  | Q     |
| 37   | 47      | Jan Hörl              | Autriche    | 87,0              | 44,0               | 49,5             | 78,5  | Q     |
| 38   | 36      | Peter Prevc           | Slovénie    | 82,0              | 34,0               | 49,0             | 77,0  | Q     |
| 39   | 38      | Constantin Schmid     | Allemagne   | 86,5              | 43,0               | 49,5             | 76,0  | Q     |
| 40   | 12      | Daniel Cacina         | Roumanie    | 83,5              | 37,0               | 48,5             | 70,9  | Q     |
| 41   | 2       | Casey Larson          | États-Unis  | 79,0              | 28,0               | 48,0             | 69,8  | Q     |
| 42   | 20      | Decker Dean           | États-Unis  | 81,0              | 32,0               | 48,0             | 66,6  | Q     |
| 43   | 11      | Kevin Bickner         | États-Unis  | 78,0              | 26,0               | 47,5             | 61,8  | Q     |
| 44   | 8       | Patrick Gasienica     | États-Unis  | 81,5              | 33,0               | 48,0             | 61,2  | Q     |
| 45   | 6       | Andrei Feldorean      | Roumanie    | 76,5              | 23,0               | 48,0             | 55,0  | Q     |
| 46   | 15      | Fatih Arda İpcioğlu   | Turquie     | 74,5              | 19,0               | 43,0             | 52,8  | Q     |
| 47   | 14      | Matthew Soukup        | Canada      | 75,0              | 20,0               | 46,5             | 52,7  | Q     |
| 48   | 4       | Yevhen Marusiak       | Ukraine     | 73,0              | 16,0               | 46,0             | 49,8  | Q     |
| 49   | 13      | Danil Vassilyev       | Kazakhstan  | 70,5              | 11,0               | 46,5             | 46,2  | Q     |
| 50   | 5       | Sergey Tkachenko      | Kazakhstan  | 68,0              | 6,0                | 43,5             | 43,1  | Q     |
| 51   | 9       | Filip Sakala          | Tchéquie    | 67,5              | 5,0                | 46,5             | 39,2  |       |
| 52   | 1       | Anton Korchuk         | Ukraine     | 67,5              | 5,0                | 46,0             | 38,0  |       |
| 53   | 10      | Song Qiwu             | Chine       | 61,5              | -7,0               | 45,0             | 24,3  |       |

### Finale
Le tableau ci-dessous montre les résultats de la compétition avec le nom des participants, leur numéro de dossard, leur pays, leur classement, la longueur de leurs sauts et les points qu'ils ont obtenu.
| Rang                                | Dossard | Athlète               | Nationalité | Saut n°1          | Saut n°1 | Saut n°1 | Saut n°2          | Saut n°2     | Saut n°2     | Total        |
| Rang                                | Dossard | Athlète               | Nationalité | Distance (mètres) | Note     | Rang     | Distance (mètres) | Note         | Rang         | Total        |
| ----------------------------------- | ------- | --------------------- | ----------- | ----------------- | -------- | -------- | ----------------- | ------------ | ------------ | ------------ |
| Médaille d'or, Jeux olympiques      | 49      | Ryōyū Kobayashi       | Japon       | 104,5             | 145,4    | 1        | 99,5              | 129,6        | 5            | 275,0        |
| Médaille d'argent, Jeux olympiques  | 34      | Manuel Fettner        | Autriche    | 102,5             | 134,5    | 5        | 104,0             | 136,3        | 1            | 270,8        |
| Médaille de bronze, Jeux olympiques | 25      | Dawid Kubacki         | Pologne     | 104,0             | 133,1    | 8        | 103,0             | 132,8        | 2            | 265,9        |
| 4                                   | 33      | Peter Prevc           | Slovénie    | 103,0             | 139,2    | 2        | 99,5              | 126,2        | 8            | 265,4        |
| 5                                   | 27      | Evgeniy Klimov        | ROC         | 104,0             | 135,0    | 4        | 100,0             | 126,5        | 7            | 261,5        |
| 6                                   | 32      | Kamil Stoch           | Pologne     | 101,5             | 136,3    | 3        | 97,5              | 124,6        | 13           | 260,9        |
| 7                                   | 47      | Marius Lindvik        | Norvège     | 96,5              | 128,4    | 17       | 102,5             | 132,3        | 3            | 260,7        |
| 8                                   | 26      | Danil Sadreev         | ROC         | 107,5             | 134,1    | 7        | 98,0              | 125,3        | 11           | 259,4        |
| 9                                   | 39      | Timi Zajc             | Slovénie    | 97,0              | 128,2    | 18       | 104,5             | 131,1        | 4            | 259,3        |
| 10                                  | 43      | Stefan Kraft          | Autriche    | 98,0              | 129,2    | 14       | 99,5              | 128,9        | 6            | 258,1        |
| 11                                  | 35      | Constantin Schmid     | Allemagne   | 102,0             | 134,4    | 6        | 98,0              | 122,9        | 18           | 257,3        |
| 12                                  | 18      | Antti Aalto           | Finlande    | 101,5             | 130,5    | 10       | 99,5              | 125,6        | 9            | 256,1        |
| 13                                  | 46      | Anže Lanišek          | Slovénie    | 99,0              | 130,6    | 9        | 98,0              | 123,0        | 17           | 253,6        |
| 13                                  | 42      | Daniel Huber          | Autriche    | 96,0              | 128,1    | 19       | 101,5             | 125,5        | 10           | 253,6        |
| 15                                  | 50      | Karl Geiger           | Allemagne   | 96,0              | 127,5    | 21       | 99,0              | 125,3        | 11           | 252,8        |
| 16                                  | 19      | Mackenzie Boyd-Clowes | Canada      | 100,5             | 129,8    | 12       | 100,0             | 122,8        | 19           | 252,6        |
| 17                                  | 29      | Gregor Deschwanden    | Suisse      | 99,5              | 127,6    | 20       | 99,0              | 123,2        | 16           | 250,8        |
| 18                                  | 14      | Roman Koudelka        | Tchéquie    | 102,0             | 130,4    | 11       | 97,5              | 119,1        | 22           | 249,5        |
| 19                                  | 44      | Jan Hörl              | Autriche    | 98,0              | 128,9    | 15       | 97,0              | 119,9        | 20           | 248,8        |
| 20                                  | 40      | Robert Johansson      | Norvège     | 97,0              | 128,8    | 16       | 96,0              | 119,5        | 21           | 248,3        |
| 21                                  | 31      | Piotr Żyła            | Pologne     | 95,0              | 121,6    | 27       | 99,0              | 123,9        | 14           | 245,5        |
| 22                                  | 23      | Vladimir Zografski    | Bulgarie    | 99,0              | 126,7    | 24       | 97,0              | 118,6        | 23           | 245,3        |
| 23                                  | 22      | Roman Trofimov        | ROC         | 97,5              | 120,8    | 29       | 98,0              | 123,9        | 14           | 244,7        |
| 24                                  | 36      | Stephan Leyhe         | Allemagne   | 97,5              | 129,3    | 13       | 95,0              | 115,1        | 25           | 244,4        |
| 25                                  | 24      | Simon Ammann          | Suisse      | 101,0             | 123,7    | 25       | 97,0              | 115,8        | 24           | 239,5        |
| 26                                  | 13      | Stefan Hula           | Pologne     | 103,0             | 127,0    | 23       | 93,5              | 110,8        | 27           | 237,8        |
| 27                                  | 28      | Junshirō Kobayashi    | Japon       | 97,5              | 123,0    | 26       | 92,5              | 111,0        | 26           | 234,0        |
| 28                                  | 37      | Lovro Kos             | Slovénie    | 95,0              | 120,9    | 28       | 92,0              | 108,7        | 28           | 229,6        |
| 29                                  | 6       | Čestmír Kožíšek       | Tchéquie    | 100,0             | 119,3    | 30       | 85,0              | 92,6         | 29           | 211,9        |
| 30                                  | 48      | Halvor Egner Granerud | Norvège     | 97,5              | 127,4    | 22       | Disqualifié       | Disqualifié  | Disqualifié  | Disqualifié  |
| 31                                  | 45      | Markus Eisenbichler   | Allemagne   | 92,0              | 118,4    | 31       | Non-qualifié      | Non-qualifié | Non-qualifié | Non-qualifié |
| 32                                  | 16      | Mikhail Nazarov       | ROC         | 97,0              | 118,1    | 32       | Non-qualifié      | Non-qualifié | Non-qualifié | Non-qualifié |
| 33                                  | 38      | Yukiya Satō           | Japon       | 95,0              | 118,1    | 33       | Non-qualifié      | Non-qualifié | Non-qualifié | Non-qualifié |
| 34                                  | 20      | Artti Aigro           | Estonie     | 97,0              | 116,7    | 34       | Non-qualifié      | Non-qualifié | Non-qualifié | Non-qualifié |
| 35                                  | 21      | Dominik Peter         | Suisse      | 95,5              | 116,0    | 35       | Non-qualifié      | Non-qualifié | Non-qualifié | Non-qualifié |
| 36                                  | 12      | Fatih Arda İpcioğlu   | Turquie     | 99,0              | 115,0    | 36       | Non-qualifié      | Non-qualifié | Non-qualifié | Non-qualifié |
| 37                                  | 41      | Killian Peier         | Suisse      | 90,5              | 114,6    | 37       | Non-qualifié      | Non-qualifié | Non-qualifié | Non-qualifié |
| 38                                  | 30      | Naoki Nakamura        | Japon       | 93,5              | 114,5    | 38       | Non-qualifié      | Non-qualifié | Non-qualifié | Non-qualifié |
| 39                                  | 1       | Casey Larson          | États-Unis  | 96,5              | 113,2    | 39       | Non-qualifié      | Non-qualifié | Non-qualifié | Non-qualifié |
| 40                                  | 2       | Kevin Maltsev         | Estonie     | 96,5              | 112,5    | 40       | Non-qualifié      | Non-qualifié | Non-qualifié | Non-qualifié |
| 41                                  | 15      | Giovanni Bresadola    | Italie      | 93,5              | 110,3    | 41       | Non-qualifié      | Non-qualifié | Non-qualifié | Non-qualifié |
| 42                                  | 4       | Sergey Tkachenko      | Kazakhstan  | 95,0              | 110,3    | 42       | Non-qualifié      | Non-qualifié | Non-qualifié | Non-qualifié |
| 43                                  | 8       | Kevin Bickner         | États-Unis  | 95,0              | 108,1    | 43       | Non-qualifié      | Non-qualifié | Non-qualifié | Non-qualifié |
| 44                                  | 17      | Decker Dean           | États-Unis  | 90,0              | 106,6    | 44       | Non-qualifié      | Non-qualifié | Non-qualifié | Non-qualifié |
| 45                                  | 11      | Matthew Soukup        | Canada      | 92,0              | 103,0    | 45       | Non-qualifié      | Non-qualifié | Non-qualifié | Non-qualifié |
| 46                                  | 10      | Danil Vassilyev       | Kazakhstan  | 92,0              | 101,0    | 46       | Non-qualifié      | Non-qualifié | Non-qualifié | Non-qualifié |
| 47                                  | 3       | Yevhen Marusiak       | Ukraine     | 91,5              | 97,4     | 47       | Non-qualifié      | Non-qualifié | Non-qualifié | Non-qualifié |
| 48                                  | 9       | Daniel Cacina         | Roumanie    | 89,5              | 95,8     | 48       | Non-qualifié      | Non-qualifié | Non-qualifié | Non-qualifié |
| 49                                  | 7       | Patrick Gasienica     | États-Unis  | 87,0              | 89,8     | 49       | Non-qualifié      | Non-qualifié | Non-qualifié | Non-qualifié |
| 50                                  | 5       | Andrei Feldorean      | Roumanie    | 82,0              | 84,3     | 50       | Non-qualifié      | Non-qualifié | Non-qualifié | Non-qualifié |